# Kesselbach (Saalach)
Der Kesselbach ist ein rechter Nebenfluss der Saalach im Landkreis Berchtesgadener Land.

## Verlauf
Der Bach entspringt im Lattengebirge in der Nähe der Spechtenköpfe und verläuft nordwestlich bis zur Saalach, in welche er Nahe der Staumauer des Saalachsees mündet. Kurz vor der Mündung quert er die B 21.

## Mure
Am 5. Juli 2010 ging aufgrund starker Regenfälle eine Mure im Bach ab und verschüttete die B 21. Das sandige Material setzte sich meterhoch im Bereich der Mündung und vor der Brücke ab.

## Canyoning
Der Kesselbach ist in ca. der unteren Hälfte vom 1. Mai bis 31. Oktober für Canyoning freigegeben.